# Rue Dugast-Matifeux
Pour les articles homonymes, voir Dugast.
La rue Dugast-Matifeux est une voie de Nantes, en France.

## Situation et accès

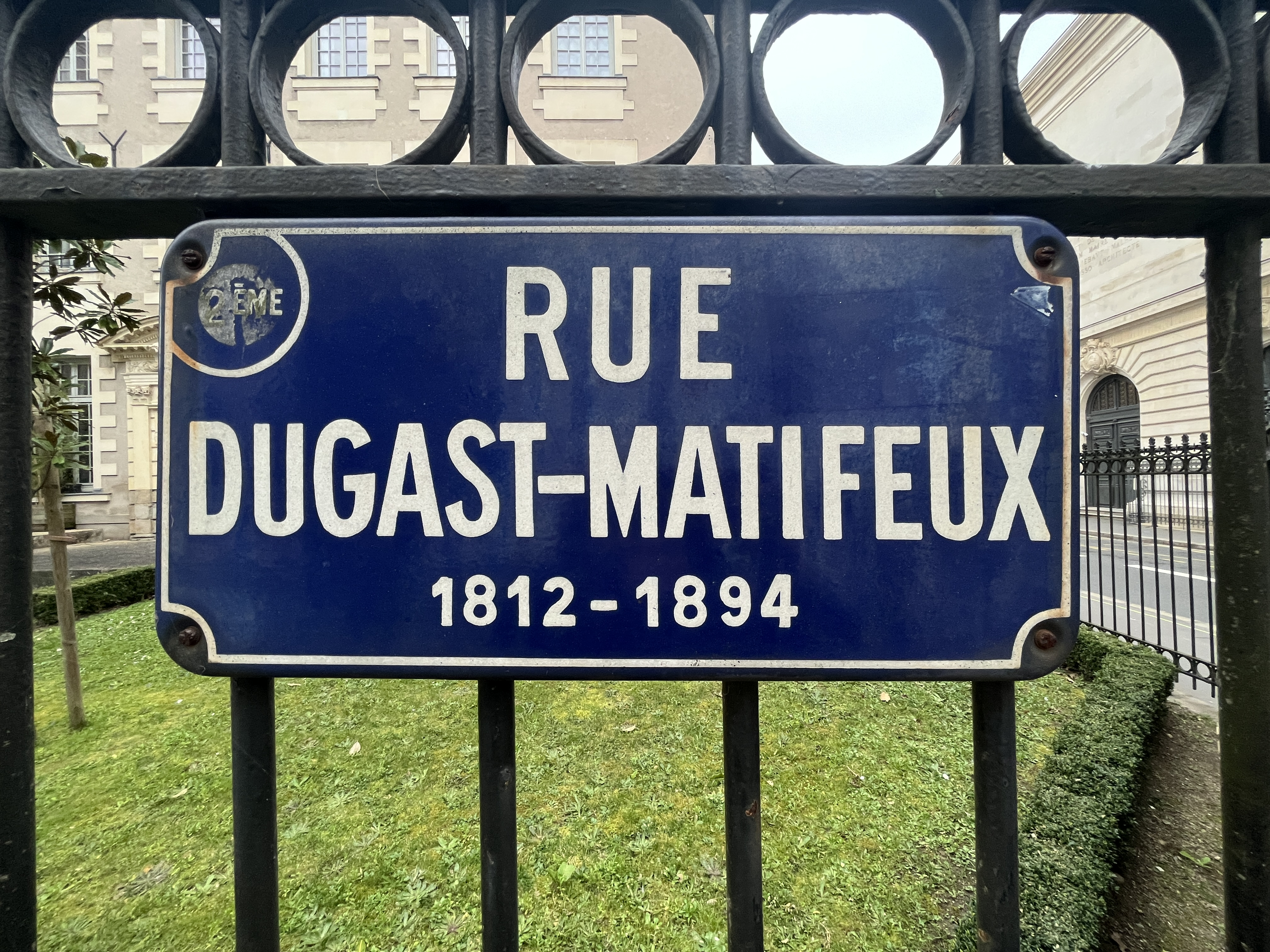
Panneau de la rue.

Située de le quartier Malakoff - Saint-Donatien, la rue Dugast-Matifeux, qui relie la rue Gambetta à la rue Maréchal-Joffre, est bitumée et ouverte à la circulation automobile. Sur son côté est, la rue permet l'accès à l'impasse Saint-Clément.
La limite est du secteur sauvegardé de Nantes passe au milieu de la voie. La partie est de la rue (numéros impairs) ne fait pas partie du secteur protégé.

## Origine du nom
Elle rend hommage à Charles Dugast-Matifeux, historien français et conseiller municipal de 1870 à 1888.

## Historique
Avant de prendre sa dénomination actuelle, la voie a porté le nom d'impasse Saint-Clément jusqu'en 1897, en raison de la proximité de l'église Saint-Clément et de la rue du même nom (devenue depuis rue Maréchal-Joffre). 

## Voies secondaires

### Impasse Saint-Clément
Localisation : 47° 13′ 14″ N, 1° 32′ 54″ O
L'impasse Saint-Clément, côté est de la rue Dugast-Matifeux, mesure une soixantaine de mètres de longueur et est constituée de deux sections dont la principale mesure une quarantaine de mètres. Cette dernière était, à l'origine, rattachée à la rue Maréchal-Joffre par une section qui constituera plus tard l'amorce de la future rue Dugast-Matifeux.